# Maxtor

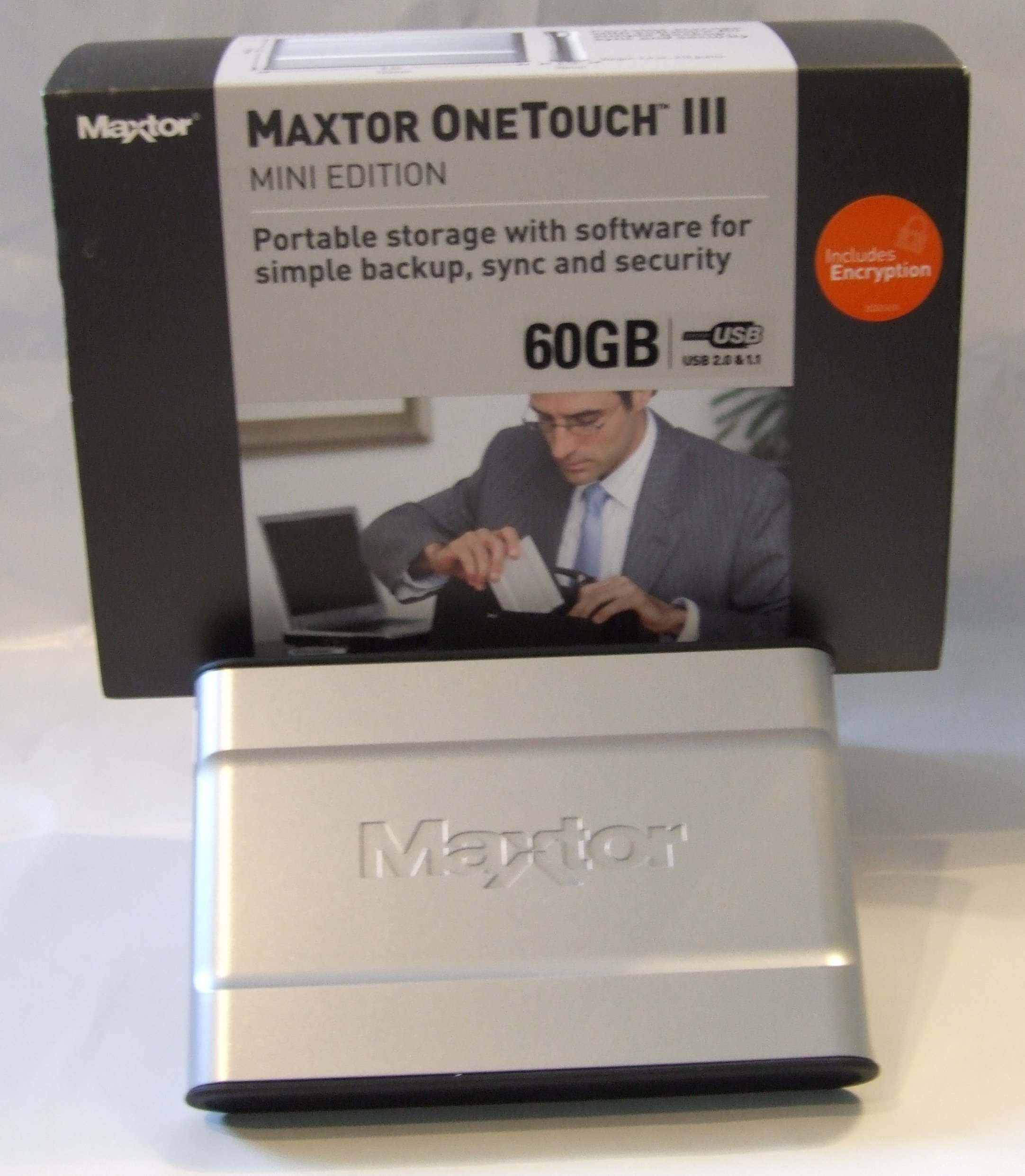
En hårddisk av Maxtor.

Maxtor var ett amerikanskt företag som främst tillverkade hårddiskar till datorer. Företaget hade ett i stort sett komplett utbud av lagringslösningar, däribland SCSI-, SATA- och (P)-ATA-diskar för intern montering. Utöver vanliga hårddiskar tillverkade Maxtor också externa hårddiskar, som vanligen anslöts till datorer (både PC och Mac) via USB 2.0, Firewire 400 och eller via det senare och avsevärt snabbare Firewire 800-gränssnittet.
Maxtor köpte upp Quantum Corporations hårddisktillverkning 2001 och blev själva uppköpta av företaget Seagate under 2006.